# Busungbiu (plaats)
Busungbiu is een bestuurslaag in het regentschap Buleleng van de provincie Bali, Indonesië. Busungbiu telt 7395 inwoners (volkstelling 2010).